# Arquitectura china

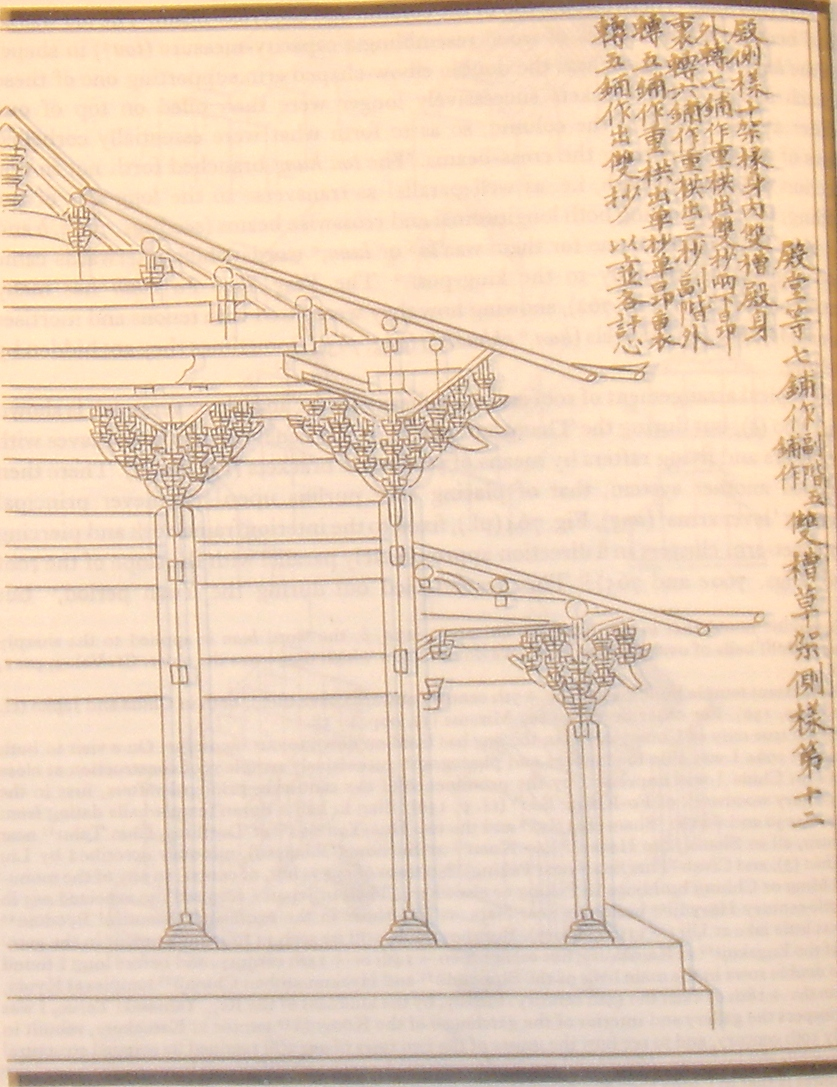
Diagrama de una ménsula china de madera ("dougong") que sostiene un techo multiinclinado, de Yingzao Fashi (año 1103)

La arquitectura china es el estilo de arquitectura que ha tomado forma a lo largo de milenios en Asia Oriental.
Desde el siglo I en el temprano período imperial, los principios estructurales de la arquitectura china han permanecido mayormente inalterados, con cambios en los detalles decorativos. Comenzando con la dinastía Tang, la arquitectura china ha tenido una influencia determinante en los estilos arquitectónicos de Japón, Corea, Mongolia y Vietnam, y un grado variable de influencia en los estilos arquitectónicos en el Sur y el Sureste de Asia, incluyendo Malasia, Singapur, Indonesia, Sri Lanka, Tailandia, Laos, Camboya y las Filipinas. La arquitectura china se caracteriza por rasgos como el uso de simetría bilateral, espacios cercados, énfasis horizontal y la incorporación en el diseño de nociones del feng shui como la de las jerarquías direccionales o simbolismos cosmológicos y mitológicos varios.
Sus materiales de construcción son generalmente madera y ladrillo. Las columnas suelen tener escasa elevación y carecen de capitel. Las techumbres o cubiertas se completan con un alero grande cuyo borde, sobre todo en sus puntas, se encorva hacia arriba. Aunque más ordenada en la ornamentación que la arquitectura india, se usan en ella variadas decoraciones policromadas: azulejos, baldosines de porcelana, incrustaciones, campanillas y juguetes, con nimiedad de detalles. Los principios estructurales de la arquitectura china se han mantenido mayormente estables, con los principales cambios siendo solo decorativos. 

La arquitectura china es tan antigua como su misma civilización. En cada fuente de información -literaria, gráfica, ejemplificatoria- hay claras pruebas que apoyan el hecho de que los chinos han disfrutado siempre de un sistema autóctono de construcción que ha retenido sus principales características desde tiempos prehistóricos al día de hoy. El mismo sistema de construcción es predominante en la amplia zona que comprende desde el Turquestán chino al Japón, y de Manchuria a la mitad septentrional de la Indochina francesa; esta zona era precisamente la de influencia de la cultura china. El hecho de que este sistema de construcción se pudiera perpetuar durante más de 4.000 años sobre tan vasto territorio y que aún sea una arquitectura activa, reteniendo sus caracteres principales a pesar de las repetidas invasiones -militares, intelectuales y espirituales- es un fenómeno sólo comparable a la continuidad de la civilización de la cual forma parte integral.
Liang, Ssu-ch'eng 1984

A lo largo del siglo XX, arquitectos chinos formados en Occidente han tratado de combinar diseños tradicionales chinos con arquitectura moderna (normalmente en edificios gubernamentales) con limitado éxito. Además, la presión para desarrollar las ciudades en la China contemporánea requirió mayor velocidad de construcción y un ratio de suelo por área más alto, lo que significa que en las grandes ciudades la demanda de edificios tradicionales, que por norma general tienen menos de tres pisos, ha decaído en beneficio de la arquitectura moderna. Sin embargo, las habilidades tradicionales de la arquitectura china, incluyendo carpintería mayor y menor, albañilería y cantería, son todavía aplicadas en la vasta área rural china. Para su protección, la candidatura relativa a Los oficios artesanales chinos vinculados a la arquitectura tradicional con armazones de madera, fue inscrita en 2009 en la lista representativa de Patrimonio Cultural Inmaterial de la Humanidad de la Unesco.

## Edificios típicos en la civilización china

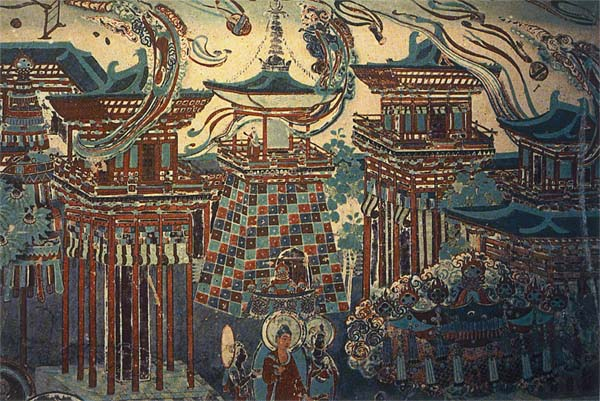
Fresco describe la arquitectura del estilo de la dinastía T'ang, cuevas de Mo-kao.

- El ting, palacio o templo de forma cuadrangular, con enorme techumbre y alero grande,  todo ello sostenido por columnas y rodeado, a veces, de pórticos.
- La taa o torre-pagoda, formada por muchos cuerpos cilíndricos o poligonales superpuestos, llevando cada uno su propio alero.
- El peleu o pai-lu, especie de arco triunfal o puerta monumental de tipo arquitrabado.

Aunque los chinos se atribuyen grandes construcciones realizadas en la dinastía Ha (siglo XVIII a. C.) y en la de Tcheóu (siglo XII a. C.) no parece que los edificios más antiguos que hoy existen sean anteriores a los primeros siglos de nuestra era, ni es posible otra cosa dada la fragilidad de su material. Se exceptúa, sin embargo, la Gran Muralla china, enorme construcción de piedra y ladrillo que data de poco más del siglo II a. C. y ocupa una extensión de 2500 de largo, construida con la intención de contener las invasiones de los pueblos del norte.

## Características

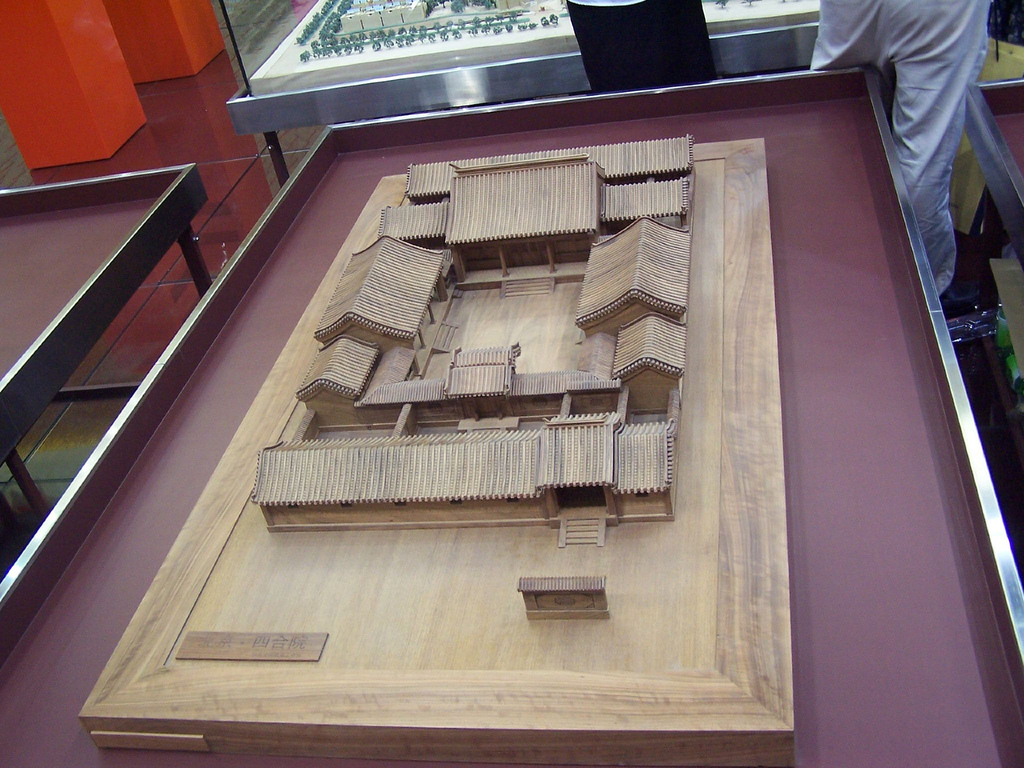
Modelo de Siheyuan en Beijing, que muestra la simetría, encerramiento, y geomancia; conceptos típicos de la arquitectura de la civilización china

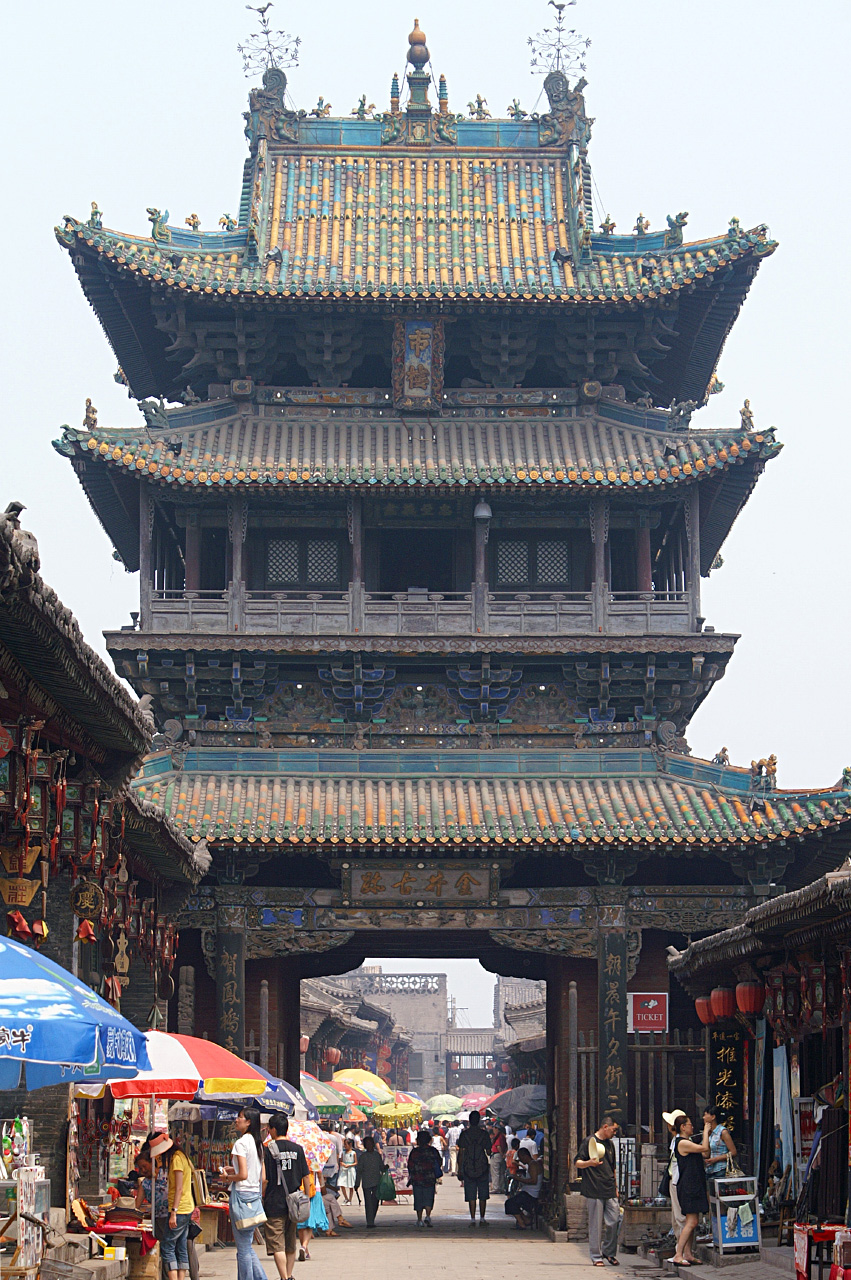
Pingyao, en Ming/Qing, Shanxi

La arquitectura de la civilización china tiene unas características reconocibles a las de las demás partes del mundo.

### Énfasis horizontal
El más importante es el énfasis sobre el eje horizontal, en particular la construcción de una plataforma pesada y un gran techo que flota sobre esta base, con las paredes verticales tampoco enfatizadas. Este contrasta la arquitectura occidental, que cuida crecer en la altura y la profundidad. La arquitectura china hace hincapié en el impacto visual del ancho de los edificios. Los salones y los palacios en la Ciudad Prohibida, por ejemplo, tienen techos algo bajos comparados con edificios majestuosos equivalentes en el oeste, pero sus apariencias indican la naturaleza acaparadora de la China imperial. Estas ideas han encontrado un sitio en la arquitectura occidental moderna, por ejemplo a través del trabajo de Jørn Utzon. En todo caso, esto no se aplica a pagodas por supuesto, que son relativamente singulares y limitado a los complejos de edificio religiosos.

### Simetría bilateral arquitectónica
Otra característica importante es su énfasis sobre la articulación y la simetría bilateral, que recalca como objetivo el equilibrio. La simetría bilateral es encontrada por toda la arquitectura china, desde grandes complejos o palacios hasta modestas granjas. Cuando sea posible, los planes para la renovación o extensión de una casa tratarán de mantener esta simetría, siempre que haya suficiente presupuesto para hacerlo. Los elementos secundarios se posicionan a ambos lados de la estructura principal para mantener la simetría bilateral general. Los edificios se planifican para que tengan un número par de columnas por estructura, para generar un número impar de espacios entre elementos, y así, al poner en el central la entrada principal al edificio, mantener la simetría.
En contraste con los edificios, los jardines chinos son una excepción notable, pues cuidan ser asimétricos; el principio que subyace a la composición del jardín es causar una circulación perdurable, y también emular la naturaleza.

### Cercado
Las prácticas arquitectónicas en edificios occidentales contemporáneos típicamente disponen un jardín o área abierta alrededor de la propiedad. Esto contrasta con gran parte de la arquitectura china tradicional, que construye edificios o complejos que rodean una propiedad entera, cercando las zonas verdes en su interior. Estos espacios cerrados son de dos posibles tipos:
- Patio descubierto: El uso de patios descubiertos es una característica común en muchas clases de arquitecturas chinas. Esto es ejemplificado en el Siheyuan, que consta de un espacio vacío rodeado por los edificios conectados entre sí directamente o por galerías.La Ciudad Prohibida.

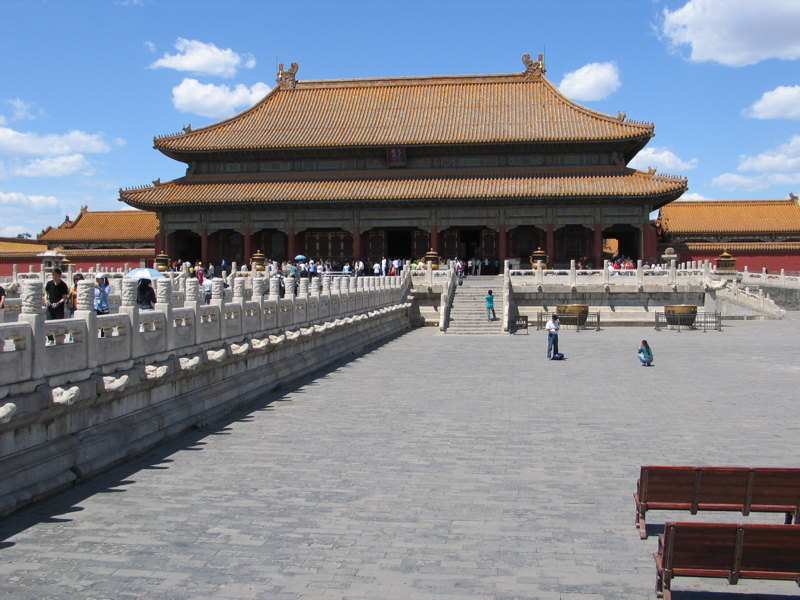
La Ciudad Prohibida.

- Pozo de cielo: Aunque los patios descubiertos grandes son encontrados comúnmente en la arquitectura del sur, el concepto de una "área verde" rodeada por los edificios visto en el norte puede también ser observado en la estructura sureña conocida como el "Pozo de cielo". Esta es, esencialmente, un patio relativamente cercado, formado por las intersecciones de edificios dispuestos cerca entre sí, y que ofrece una pequeña vista del cielo a través de una abertura en el piso superior.

Estos recintos sirven para regular la temperatura y para ventilar el complejo de edificios. Los patios septentrionales son típicamente abiertos y encarados al sur para permitir la mayor de las exposiciones de los muros al sol, a la vez que se protege de los fríos vientos del norte. Los pozos de cielo meridionales son relativamente pequeños y sirven para recoger agua de lluvia mediante los tejados (llevando a cabo la misma función que los impluviums romanos), al tiempo que se reduce la cantidad de luz que entra al edificio, y se expulsa el aire cálido ascendente del edificio, dejando lugar para que entre en las estancias el fresco del exterior.
|                                                                                                 |
| Un pozo de cielo en el templo de Fujian, cerrado por vestidores y naves en los cuatro costados. |

|                                                               |
| Un edificio taiwanés de mediados del XX con un pozo de cielo. |

| |
| Un edificio externo (tulou) rodea un edificio menor y circular, que encierra a su vez un hall ancestral y un patio central. |

|                                                          |
| Una vivienda excavada que contiene un patio subterráneo. |

|                                                               |
| Un patio de la Astor Court in the Metropolitan Museum of Art. |

### Jerarquía
En la arquitectura china, la jerarquía que reflejaba cada edificio, así como su importancia y usos, estaba basada estrictamente en la localización de cada elemento en el conjunto construido. Los edificios con puertas que daban al frente de la propiedad se consideran más importantes que los que dan a los lados, y los que encaran la parte trasera son los menos relevantes.
Los edificios encarados al sur y los que conjugaban un cierto nivel de privacidad con una mayor exposición al sol eran más estimados y se reservaban a miembros mayores de la familia. Los que daban al este, en cambio, eran para los miembros más jóvenes, en tanto que los que daban al norte daban cobijo a los sirvientes y ayudantes.
Los edificios colocados en el frente de la parte trasera son destinados especialmente para celebrar ritos y poner recibidores y placas ancestrales. Cuando hay múltiples patios, los centrales y sus edificios se consideran más importantes que el resto, más empleados para almacenes o habitaciones de servicio, e incluso cocinas.

### Conceptos cósmicos

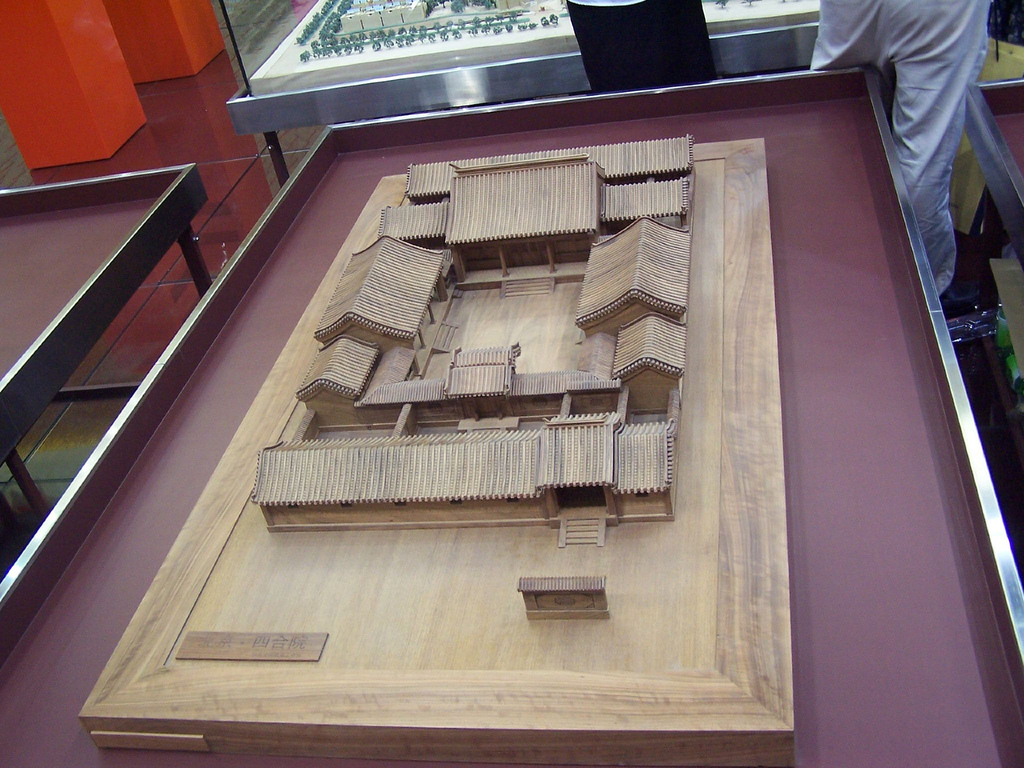
Modelo de un Siheyuan en Pekín, que muestra la simetría, una plataforma pesada y cerrada y un gran techo que flota sobre su base, si bien los muros verticales no están tan bien enfatizados.

La arquitectura china de los primeros tiempos usaba conceptos del cosmología china como feng shui (geomancia) y el taoísmo para organizar la construcción y disposición de elementos desde las residencias vulgares a las estructuras religiosas e imperiales. Esto incluía el uso de:
- Colocar paredes móviles que enfrentaban la entrada de la casa, motivadas por la creencia de que las cosas malvadas se desplazan solo en línea recta.
- Distribuir talismanes e imágenes de buena suerte, como:
  - Dioses portales, que eran dispuestos en las entradas para guardar la casa contra el mal y potenciar el flujo de la fortuna.
  - Tres figuras antropomórficas que representaban estrellas Fu Lu Shou (福祿壽 fú-lù-shòu) se ponían muy a menudo, a veces junto a la declaración las tres estrellas están presentes (三星在 sān-xīng-zài).
  - Animales y frutas que simbolizaban buena suerte y prosperidad, como los murciélagos y las granadas, respectivamente.
- Orientar la estructura con su parte posterior hacia terreno elevado y asegurarse de que hubiera agua enfrente. A veces también se cuidaba de que la pared posterior, normalmente sin ventanas, mirara al norte, para aprovechar la barrera contra los vientos del norte.
- Estanques, piscinas, pozos y otras fuentes de agua se solían construir dentro de la estructura.

El uso de ciertos colores, números y puntos cardinales en la arquitectura tradicional china reflejaba las creencias en cierta inmanencia que provocaba que la naturaleza de una cosa pudiera ser contenida en su totalidad en su propia forma. Aunque en Occidente se desarrolló gradualmente un cuerpo de literatura arquitectónica, no mucho se escribió en China, y el texto más primitivo, el Kaogongji, nunca fue discutido. Sin embargo, las ideas sobre la armonía cósmica y el orden de la ciudad se interpretaba usualmente en su nivel más básico, de manera de que nunca existió una reproducción de una ciudad ``ideal´´. Pekín, tal y como fue reconstruida a través de los siglos XV y XVI es uno de los mejores ejemplos de planificación urbana china tradicional.

## Construcción

### Estructura
- Los marcos de madera son construidos típicamente con caja y espiga a solas, rara vez con el uso de cola o clavos.

- Usar incluso los números de columnas en una estructura de edificio para producir los números impares de espacios. Con la inclusión de una puerta principal a un edificio en el espacio del centro, la simetría es mantenida.

- El uso común de paredes de cortina o puerta revista con paneles para delinear habitaciones o cercar un edificio, con el énfasis general de carga - rodeamiento de muro en las construcciones de clase más alta.

- Los techos planos son poco comunes mientras techos con techo de dos aguas casi omnipresentes en la arquitectura china tradicional. Tres tipos principales de techos son encontrados:

1. Solo inclinado: los techos con un disco sencillo se inclinan. Estos son los tipos de techo más económicos y son más habituales en las arquitecturas más comunes.
2. Multi-inclinado: techos con 2 o más secciones de la inclinación. Estos techos son usados en construcciones de clase más alta, desde las viviendas de plebeyos adinerados hasta palacios.
3. Demasiado inclinado: techos con una curvatura radical que aumenta en las esquinas del techo. Esta clase de construcción de techo es generalmente reservada para los templos y palacios aunque también puede ser encontrada en las casas de adinerados. En la época antigua, los lomos del techo son generalmente decorados con estatuillas de cerámica.

- El vértice de techo de salón grande es cubierto con un lomo de azulejos para propósitos decorativos pero también generalmente para añadir peso a las capas de azulejos de techado para la estabilidad. Estos lomos están a menudo bien decorados, especialmente para las estructuras religiosas o palaciegas. En algunas regiones, los lomos son extendidos a veces o incluidos desde las paredes de la construcción para formar matouqiang (paredes de cabeza de caballo), que sirven como factor disuasivo del fuego.

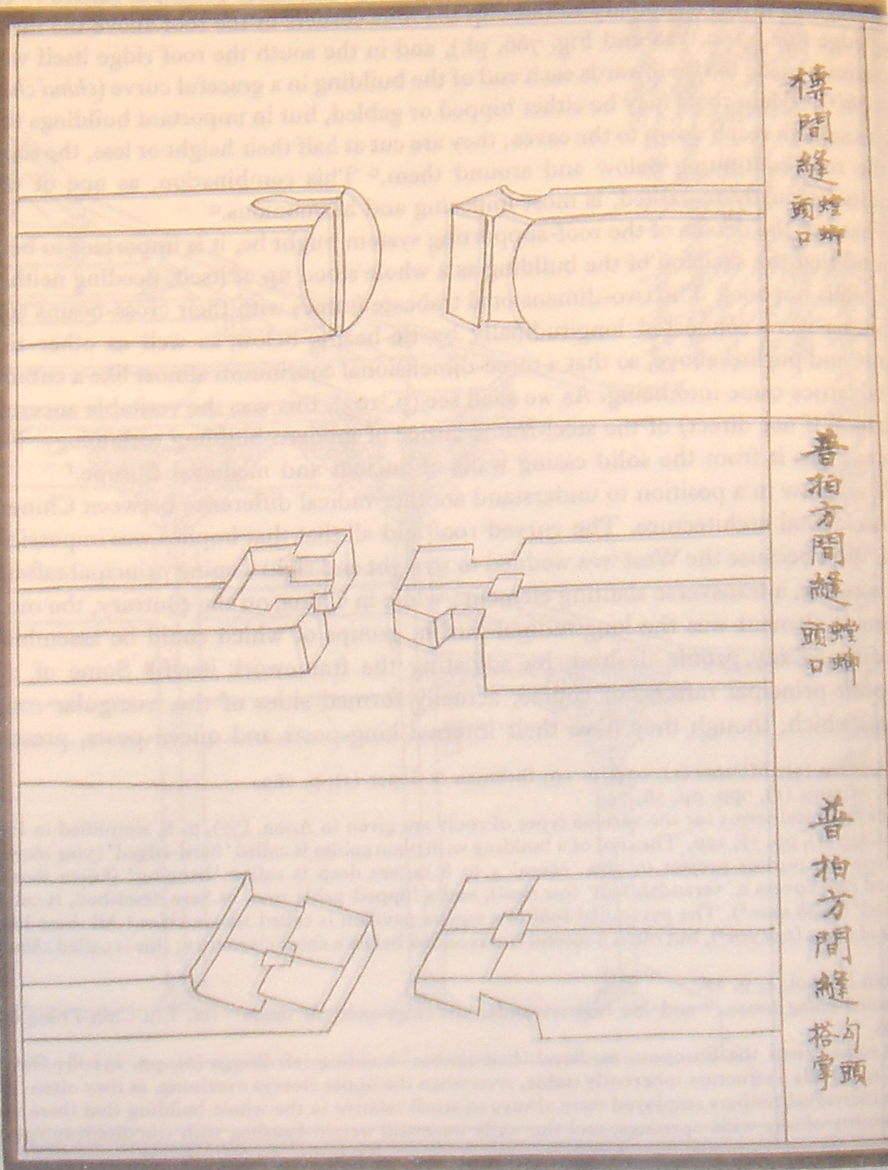
Caja y espiga, que aparece en la obra de Li Jie, manual de construcción (Yingzao Fashi), impresa en el año 1103.

- Cimientos: La mayoría de edificios se erigían en plataformas elevadas (臺基), que funcionaban como cimientos. Podía haber vigas verticales que se apoyasen en pedestales de piedra(柱础), y estos ocasionalmente descansaban a su vez en pilastras hundidas en el suelo. En las construcciones para las clases bajas, las plataformas estaban hechas de simple tapial, no pavimentadas o pavimentadas con ladrillo o cerámica. En los casos más simples, las vigas verticales eran clavadas directamente en la tierra. Por lo que se refiere a las construcciones para las clases más altas, se solían tener altos pisos de piedra, o de tapial pavimentado con piedra, con pesados pedestales pétreos (que eran decorados) que aguantaban enormes vigas de carga.[13] Las vigas verticales se quedaban quietas en sus pedestales por la simple acción de la fricción y la presión ejercida por el edificio.[14]

- Vigas de carga: Se solían usar grandes leños para dar soporte principal al techo del edificio, fuera como columnas internas o como marco para la fachada. Estas vigas eran conectadas entre sí directamente o, en las construcciones más altas y grandes de la clase alta, atadas indirectamente usando soportes como los dougong. No se sabe a ciencia cierta como podían los antiguos constructores elevar las pesadas vigas de carga a su posición debida.

- Conexiones estructurales: Los marcos de leña se construían típicamente encajando las piezas, sin usar clavos o pegamentos. Estos tipos de juntas estructurales semirrígidas permiten a la leña resistir mejor la torsión y la flexión cuando están sometidas a alta compresión.[13] La estabilidad estructural es asegurada del todo a través del uso de vigas y techos pesados, que aplastan las estructuras.[14] La falta de clavos o pegamento y de soportes no rígidos como el antedicho dougong, sin olvidar el uso de madera como material, daba como resultado unos edificios capaces de deslizarse, flexionarse y recobrar su posición absorbiendo los golpes, las vibraciones e incluso los movimientos de un terremoto sin daños significativos para su estructura.[13]

- Muros: Era habitual el uso de paredes de papel o puertas de paneles para definir habitaciones o rodear un edificio para desenfatizar el muro de carga en las construcciones de las clases altas. De todos modos, con la reducción de la disponibilidad de madera para edificios en dinastías tardías, la madera se fue sustituyendo cada vez más por ladrillo y piedra.

- Tejados: Los techos tejados ganan de lejos en abundancia a los techos planos en la arquitectura tradicional china. Son construidos ya sobre vigas cruzadas o descansando directamente en vigas estructurales verticales. En la construcción para las clases altas, las vigas que aguantan el techo eran sostenidas mediante complejos sistemas de enganches, soportes y dougongs que conectaban cada viga indirectamente con las estructurales primarias.[13] Hay tres tipos principales de techo:

1. Inclinados simples: Tejados con una única inclinación. Eran el tipo más económico, y también el prevalente.

1. Multi-inclinados: Tejados con dos o más secciones inclinadas, más usados por las clases altas, desde viviendas a palacios.

1. Curvada: Tejados que se elevan en una curva en las esquinas del edificio. Estaban reservados usualmente a los templos y palacios, aunque podían verse en algunas casas de ricos. En los últimos casos, los bordes del tejado eran profusamente decorados con figurillas de cerámica.

- Cúspide del tejado: estaban habitualmente coronados por una cordillera de tejas y estatuillas tanto por motivos decorativos como para ejercer con su peso en favor del asentamiento del resto de tejas. También solían estar bien decoradas, especialmente en los casos de estructuras religiosas o palaciegas. En algunas regiones chinas, estas cordilleras a veces eran extendidas o incorporadas en las paredes del edificio para formar un matouqiang (paredes de cabeza de caballo) que servían de cortafuegos impidiendo el traslado de las llamas de parte aparte de los edificios.

- Decoraciones en lo alto de los tejados: había simbolismo tanto en los colores de los aleros como en los materiales de tejado o decoraciones de la zona superior. El amarillo era un color auspicioso, usado en los tejados imperiales. Los tejados verdes simbolizaban el bambú, y por tanto, juventud y longevidad a la vez.[15]

### Materiales e historia

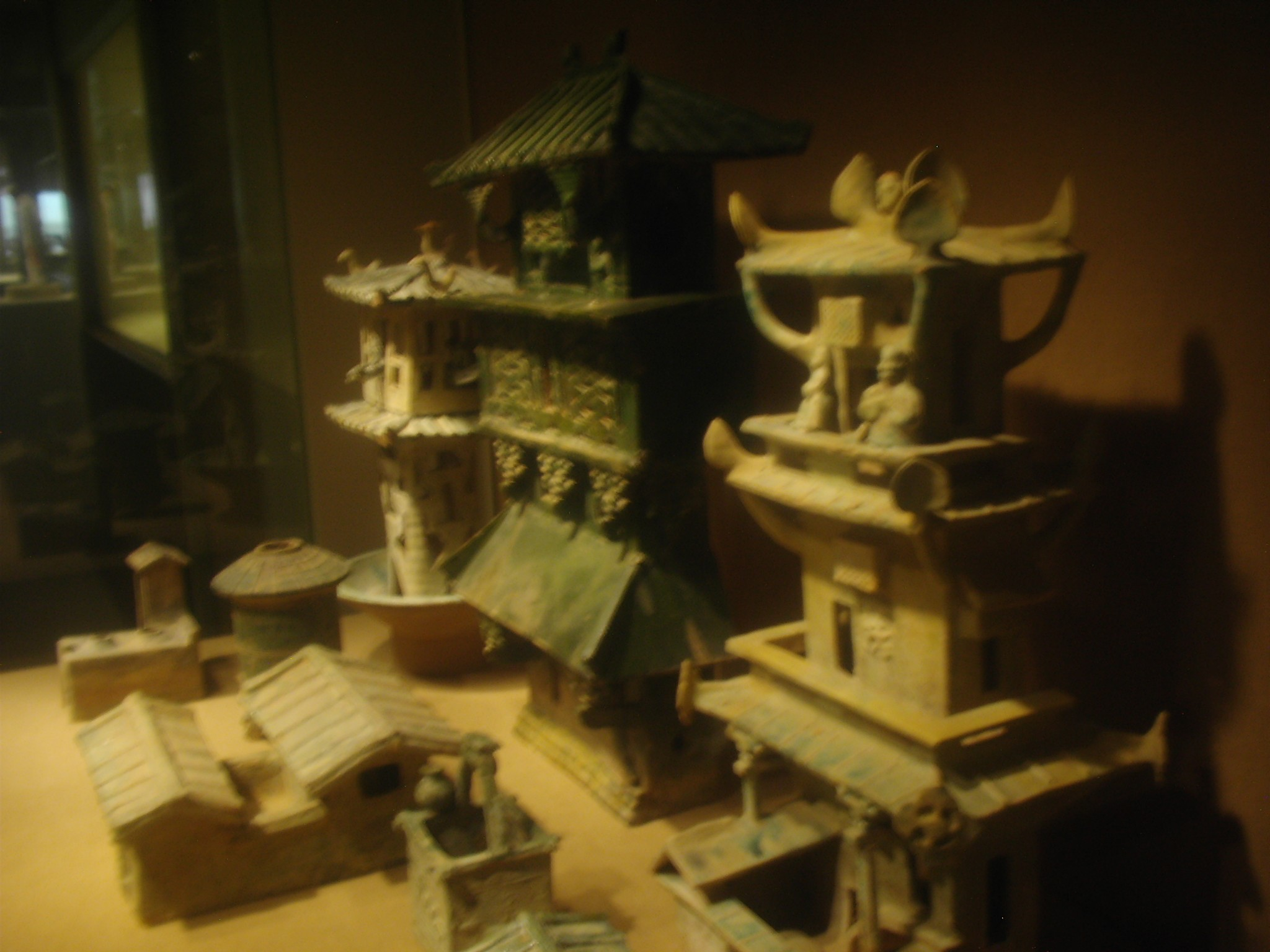
Modelos de torres de vigilancia y otros edificios hechos durante la Dinastía Han (25-220); mientras estos modelos fueron hechos de cerámica, las versiones reales fueron hechas de madera perecedera y no han sobrevivido.

A diferencia de otros materiales de construcción de edificios, las estructuras de madera viejas no sobreviven porque son más vulnerables a la intemperie y a eventuales fuegos, y además son susceptibles de pudrirse con el tiempo de manera natural. Aunque muchas torres residenciales de madera -ahora inexistentes-, atalayas y pagodas le precedieron temporalmente, la pagoda de Songyue, construida en 523, es la pagoda existente más vieja en China; el uso de ladrillo en lugar de madera tuvo mucho que ver con su resistencia durante estos siglos. De la dinastía Tang (618-907) en adelante, ladrillo y arquitectura de piedra se hicieron más comunes gradualmente y reemplazaron a los edificios de madera. Los ejemplos más antiguos de esta transición pueden ser vistos en proyectos de edificios como el puente de Zhaozhou —acabado en 605— o la pagoda de Xumi —construida en 636—, aunque se sabe que la piedra y la arquitectura de ladrillo ya había sido usada en tumbas subterráneas de dinastías más tempranas.
A principios del siglo XX, no había ninguna construcción de la Dinastía Tang construida completamente en madera que todavía existiera; el mayor descubrimiento hasta entonces era el hallazgo en 1931 del Pabellón Guanyin en el monasterio de Dule, fechado cerca del año 984 durante la dinastía Song. La superficie medía 34 × 17,66 m (111 × 57 pies).
Esto fue hasta que en 1937, un equipo de historiadores de la arquitectura liderado por Liang Sicheng (1901-1972) descubriera que el Gran Hall Este del Templo de Foguang en el Monte Wutai en Shanxi era datable de manera fiable al año 857.
Un año después del descubrimiento de Foguang, el hall principal del cercano Templo de Nanchan fue datado de manera fiable como del año 782, mientras que un total de seis edificios de madera de la era Tang han sido encontrado en el siglo XXI.
La pagoda de madera más antigua existente e intacta es la Pagoda del Templo Fogong, de la Dinastía Liao, sita en el condado Ying de Shanxi. Mientras el Hall Este de Foguang solo contiene siete tipos distintos de dougong en su construcción, la pagoda de Fogong, del siglo XI, tiene cincuenta y cuatro.
Las paredes y plataformas más antiguas en China eran de tapial, pero con el tiempo, ladrillo y piedra se volvieron de uso más frecuentes. Esto puede ser visto en las secciones antiguas de la gran muralla de China, mientras que el ladrillo y la gran muralla de piedra vista hoy son una renovación de la dinastía Ming (1368-1644).

## Clasificación por estructura
Clasificaciones chinas para la inclusión de arquitectura:

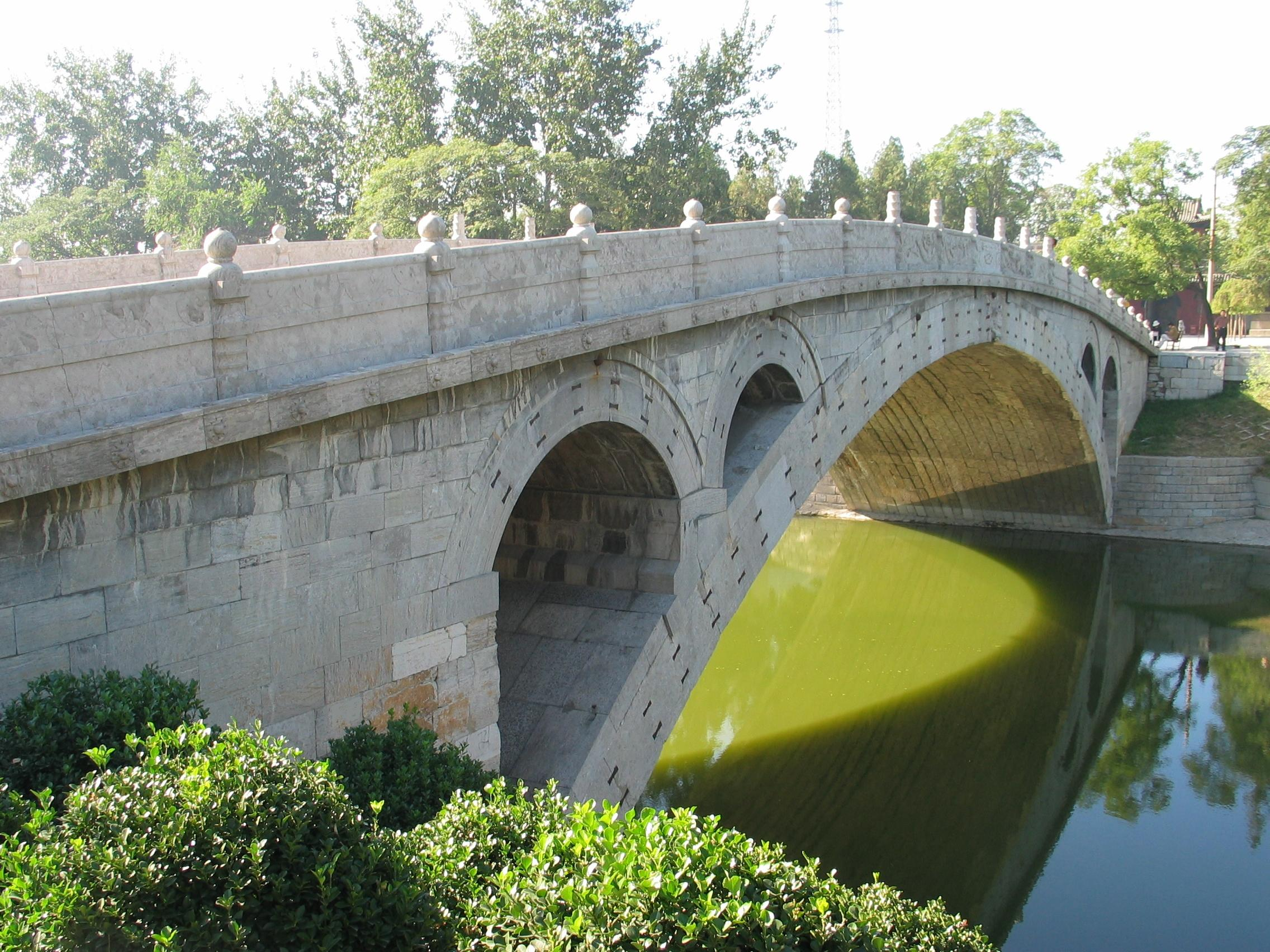
El puente Zhaozhou, construido entre 595 y 605 durante la dinastía Sui. Es el más viejo puente de arco completamente de piedra de estas características en el mundo.

- 樓（楼）lou (Edificios de varias plantas).
- 台 tai (Terraza).
- 亭 ting Pabellones chinos.
- 閣（阁）ge (Pabellones de dos plantas).
- 塔 ta pagodas chinas.
- 藻井 Caisson abombado o techo arca.
- 軒（轩）xuan (Galerías con ventanas).
- 榭 xie (Pabellones o casas sobre terrazas).
- 屋 wu (Cuartos a lo largo de pasillos techados).
- 斗拱 dougong dougong el bloqueo de anaqueles de madera, a menudo usados en racimos para apoyar azoteas y añaden la ornamentación.

## Tipos de arquitectura según estratos

### Plebeyo o popular
En cuanto a los plebeyos, fueran burócratas, comerciantes o agricultores, sus casas tendían a seguir un patrón: el centro del edificio sería un santuario para las deidades y los antepasados, que sería usado durante las festejos también. Sobre sus dos costados estaban los dormitorios para los mayores; las dos alas del edificio (conocidas como "los dragones guardianes" por los chinos) eran para los miembros jóvenes de la familia, así como la sala, el comedor, y la cocina (aunque a veces la sala podía estar muy cerca del centro).
A veces las familias extensas crecían tanto que tenían que añadir alas adicionales, lo que resultaba en un edificio en forma de U, con un patio apropiado para el trabajo de la granja; comerciantes y burócratas, sin embargo, preferían cerrar el delantero con una puerta principal imponente. Todos edificios eran legalmente regulados, y la ley indicaba el número de plantas, el largo del edificio y los colores de uso según la clase del propietario.

### Imperial
Había ciertas características arquitectónicas especiales que se reservaban únicamente para el Emperador de China. Un ejemplo es el uso de azulejos de techo amarillos, habiendo sido este el color imperial; los azulejos de techo amarillos todavía adornan la mayoría de los edificios dentro de la Ciudad Prohibida. El Templo del Cielo, sin embargo, tiene azulejos de techo azules que simbolizan, precisamente, el cielo. Los techos son casi respaldados por "dougong" (también llamados corchetes) lo cual es una característica compartida solamente con las mayores construcciones religiosas. Las columnas de madera de los edificios y la superficie de las paredes son de color rojo. El negro es también un color usado a menudo en pagodas, pues se creía que los dioses eran motivados por el color negro a bajar a la Tierra.
El dragón chino de cinco garras, un emblema adoptado por el primer emperador Ming para su uso personal, fue usado en exceso sobre la arquitectura imperial - sobre los techos, sobre las vigas y los pilares, y sobre las puertas, aunque no sobre los tejados.
Solamente los edificios utilizados por la familia imperial podían tener nueve jian (el espacio entre dos columnas, al que antes aludíamos hablando de la simetría bilateral). Solamente las puertas utilizadas por el Emperador podían tener cinco arcos, con el centro de uno, por supuesto, reservado para el Emperador mismo. Los antiguos chinos eran muy afectos al color rojo en cuanto a los edificios del Imperio, y solían mirar hacia el sur porque el norte tenía un viento frío, lo cual, de todos modos, era vox populi y era tenido también en cuenta por los hogares particulares.
Pekín se hizo la capital de China después de la invasión mongol del siglo XIII, terminando la transferencia en dirección este de la capital china empezada desde la dinastía de Jin.
El alzamiento de Ming en 1368 reafirmó la autoridad china y fijó Pekín como asiento del poder imperial durante los próximos cinco siglos. El Emperador y la emperatriz vivieron en palacios sobre el eje central de la Ciudad Prohibida, el Príncipe de la Corona en la parte oriental, y las concubinas en la parte posterior (que debido a su abundante número fue llamado a menudo "el patio de las tres mil"). Sin embargo, a mitad de la dinastía Qing, la residencia del Emperador fue cambiada de lugar al lado occidental del complejo. Ha de advertirse que es engañoso hablar de un "eje" en el sentido occidental del término, que parece pedir una perspectiva visual de algo similar a una fachada, puesto que el eje chino es más comprensible como un privilegio, expresado generalmente restringiendo el acceso a las diferentes zonas del edificio - no hay ningún panorama abierto y libre que permita identificar un eje continuo de naves o edificios, sino una serie de puertas y pabellones que van dando lugar a las fases de la construcción.
La numerología influyó en la arquitectura imperial, y de ahí el uso de nueve (el número más grande de un solo dígito) en exceso en gran parte de la construcción. La importancia de Oriente (la dirección del sol naciente) en orientar y ubicar las construcciones imperiales es una expresión de la adoración solar encontrada en muchas culturas antiguas, donde la noción del gobernante está afiliada con el sol.

Las tumbas y los mausoleos de miembros de la familia imperial, como las tumbas de la dinastía Tang de siglo VIII en el mausoleo de Qianling, también pueden ser contadas como parte de la tradición arquitectónica imperial. 

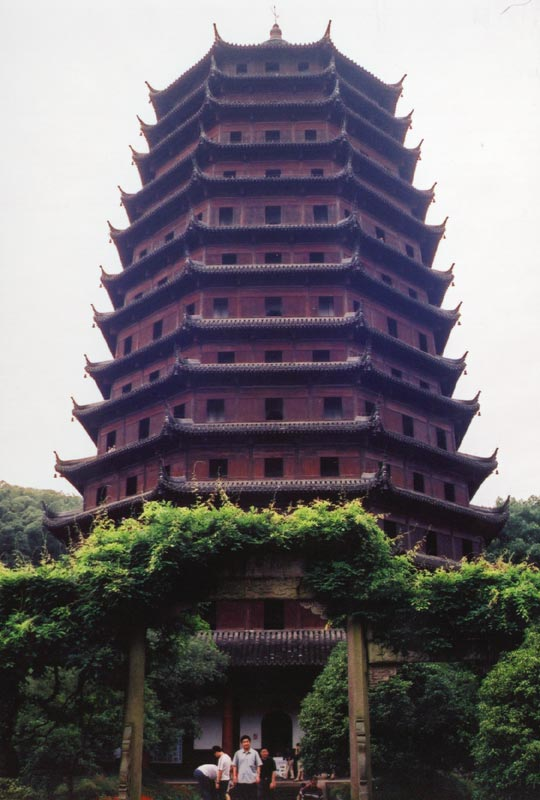
Pagoda Liuhe, en Hangzhou, 60 m (196 pies) de altura, finalizada en 1165 d. C.

 Estos montículos y pirámides sobre la tierra tenían estructuras abovedadas y fortificadas subterráneas que fueron bordeadas con paredes de ladrillo por lo menos desde la época de los Reinos Combatientes (481 - 221 a. C.).

### Religioso
En términos generales la arquitectura budista sigue el estilo imperial. Un monasterio budista grande tiene un salón primero, albergando la estatua de un budista, seguida por un gran salón, que alberga normalmente las estatuas de los budas. Los alojamientos para los monjes y las monjas están ubicados en los dos laterales. Algunos de los ejemplos más grandes de esto vienen desde los templos del siglo XVIII Puning y Putuo Zongcheng. Los monasterios budistas a veces también tienen pagodas, que pueden albergar las reliquias del Gautama Buddha; las pagodas más viejas suelen tener cuatro lados, mientras que después las pagodas tienen ocho lados generalmente.
La arquitectura Daoísta, por otro lado, sigue el estilo de los plebeyos generalmente. La entrada principal está, sin embargo, en el lateral, por la superstición sobre demonios que pueden tratar de entrar (véase feng shui). En contraste con los budistas, en un templo de Daoístas la deidad principal está ubicada en el salón principal en el delantero, y las menores deidades en el salón trasero y en los lados.
"En China no encontramos la oposición entre lo divino y lo humano, entre el hombre y la naturaleza, tan característica en occidente desde los griego, ni la visión del mundo como creación nacida del rito y sustentado por el, ni tampoco la indiferencia a la temporalidad del universo mental de la india."
| |
| Un grupo de templos en la cumbre del Monte Taishan, donde se han construido estructuras desde el siglo III a. C., durante la dinastía Han. |

|                                                                                                |
| La Pagoda del Ganso Salvaje Gigante en Xi'an, construida en el año 652, bajo la dinastía Tang. |

|                                                                                       |
| La Pagoda de los Nueve Pináculos, construida en el siglo VIII, bajo la dinastía Tang. |

| |
| Un hall de leña construido en el 857, bajo los Tang en el Templo Foguang en el Monte Wutai, en Shanxi. |

| |
| Las Tres Pagodas del Templo Chong Sheng, en Ciudad Dali, Yunnan, construidas entre los siglos IX-X. |

| |
| La Pagoda del Templo Fogong, localizada en el condado Ying, provincia de Shaxi, elevado en 1056 bajo la dinastía Lao, es la pagoda más vieja existente construida enteramente de leña. |

|                                                                                   |
| La Pagoda de Liuhe de Hangzhou, China, construida en el 1165 d. C. bajo los Song. |

|                                                                                       |
| El Templo del Cielo en Pekín, construido en el siglo XV, bajo el reinado de los Ming. |

| |
| El templo de Putuo Zongcheng construido entre 1767 y 1771, durante el período del Emperador Qianlong, representa una fusión del estilo arquitectónico chino y tibetano. |

|                                                                |
| El Gongbei de Hua Si (mausoleo de Ma Laichi) en Linxia, Gansu. |

|                                                                     |
| Pagoda de la Isla, sobre 1871, del álbum, Foochow and the River Min |

El edificio premoderno más alto en China fue construido para un uso mixto entre religioso y militar. La Pagoda de Liaodi, del 1055 d. C., tiene una altura de 84 m, y, aunque sirvió como la pagoda de coronación del monasterio de Kaiyuan en el viejo Dingzhou, Hebei, también tuvo un uso de torre de vigilancia militar para los soldados de la dinastía Song.
La arquitectura de las mezquitas en China y los Gongbei a menudo combina estilos tradicionales chinos con influencias del medio Oriente.

## El color en china
Aproximadamente cinco mil años a. C., durante los tiempos de Huang Di (黃帝, periodo del emperador Huang), la gente adoró un solo color. Después de Huang Di y durante las dinastías de Shang, Tang, Zhou y Qin, los emperadores seleccionaban colores como símbolo, basados en la teoría de los cinco elementos. El orden de los cinco elementos son el agua (水), el fuego (火), la madera (木), el metal (金) y la tierra( 土). Éstos se corresponden con los colores negro, rojo, azul verdoso, blanco y amarillo, respectivamente. La gente china antigua creía que los cinco elementos eran la fuente de todo en la naturaleza. Así como estos cinco elementos son la fuente de todo, los colores también provienen de los cinco elementos. Basado en el entendimiento de que "los colores vienen naturalmente, mientras que el blanco y negro son primeros", la gente gradualmente estableció la relación entre los colores y el principio de los cinco elementos, que guiaron el movimiento natural del Cielo y el Dao (camino) divino.
En el sistema chino tradicional, los cinco colores, negro, rojo, azul verdoso, blanco y amarillo, son considerados como colores estándares.
El color negro fue considerado como el color del cielo en el Yi Jing (I Ching o Libro de los Cambios).
Los  colores también fueron extensamente  utilizados en urbanismo,  murales  y  pinturas.  Por ejemplo, luego de la Dinastía Ming, solo aquellos que estuvieron relacionados con el emperador podían vivir en casas con paredes rojas y tejas amarillas. Las casas de la gente común podían ser hechas solo de ladrillos azules con azulejos de azotea azules o de  paredes blancas con tejas negras en el techo, pero a pesar de eso las vigas y los pilares tallados, seguían estando llenos de colores.
En las tradiciones chinas, la cultura en torno al color es aún más rica. El  amarillo es el color para los emperadores, palacios reales, altares reales, y los templos reales a menudo lo usan. El amarillo también representa la libertad de preocupaciones mundanas; por lo tanto, es también un color respetado en el budismo. Las ropas de los monjes son amarillas y los templos también son amarillos. El rojo es uno de los colores más apreciados por el pueblo chino. Durante la celebración del Año Nuevo, casamientos, feriados y reuniones, no puede faltar el color rojo. El púrpura es el color de un presagio propicio y de solemnidad.  Blanco es el color del luto. Los antiguos chinos solo llevaban ropa blanca y sombreros  cuando lloraban por los muertos. Dicha tradición todavía es practicada hoy en día.